# Jens Esche
Jens Esche (* 21. Februar 1973 in Iserlohn) ist ein ehemaliger deutscher Eishockeyspieler, der während seiner Karriere unter anderem für den ECD Sauerland und die Hammer Eisbären in der 2. Bundesliga beziehungsweise in der 1. Liga Nord aktiv war.

## Karriere
Jens Esche begann seine Karriere beim ECD Sauerland, wo er seit der Saison 1991/92 im Kader der Profimannschaft stand, mit der er in der 2. Bundesliga spielte. Nach der Insolvenz des ECD spielte er ab der Saison 1994/95 auch für den Nachfolgeverein Iserlohner EC. Dort gehörte der Offensivspieler in den ersten beiden Spielzeiten zum Stammkader und war einer der erfolgreichsten Stürmer seines Teams. Im Sommer 1996 schloss er sich dem ASV Hamm an, mit dem er aus der damals dritthöchsten Liga, der 2. Liga Nord, in die zweithöchste, die 1. Liga Nord, aufstieg. 
Zur Saison 1998/99 wechselte er zum EHC Dortmund in die fünftklassige Regionalliga NRW. Esche gehörte bis zum Ende der Saison 1999/00 dem Kader der Elche an und konnte in dieser Zeit in 80 Spielen 176 Punkte erzielen. Mit durchschnittlich 2,20 Punkten pro Einsatz gehört er damit zu den effektivsten Scorern der Dortmunder Vereinsgeschichte. Anschließend unterschrieb er im Jahr 2000 einen Vertrag beim Ligarivalen ESC Hamm. Nachdem der Verein 2004 Insolvenz anmelden musste, verließ er den Klub und schnürte in den folgenden zwei Spielzeiten die Schlittschuhe für die zweite Mannschaft des Iserlohner EC.
Seine letzte Karrierestation war der EHC Gelsenkirchen in der Saison 2007/08, mit denen er die Meisterschaft der Landesliga gewinnen konnte, aber anschließend den Aufstieg in die Verbandsliga verpasste. Im Sommer 2008 beendete er schließlich seine Eishockeykarriere im Alter von 35 Jahren.

## Erfolge und Auszeichnungen
- 1995 Aufstieg in die 1. Liga mit dem Iserlohner EC
- 1997 Aufstieg in die 1. Liga mit dem ASV Hamm
- 2006 Verbandsliga-Meister und Aufstieg in die Regionalliga mit dem Iserlohner EC 1b
- 2008 Landesliga-Meister mit dem EHC Gelsenkirchen

## Karrierestatistik
(Legende zur Spielerstatistik: Sp oder GP = absolvierte Spiele; T oder G = erzielte Tore; V oder A = erzielte Assists; Pkt oder Pts = erzielte Scorerpunkte; SM oder PIM = erhaltene Strafminuten; +/− = Plus/Minus-Bilanz; PP = erzielte Überzahltore; SH = erzielte Unterzahltore; GW = erzielte Siegtore; 1 Play-downs/Relegation; Kursiv: Statistik nicht vollständig)